# Zac Stubblety-Cook
Izaac „Zac“ Keith Stubblety-Cook OAM (* 4. Januar 1999 in Brisbane) ist ein australischer Schwimmer. Er gewann bei Olympischen Spielen eine Gold- und eine Silbermedaille sowie zwei Bronzemedaillen. Bei Weltmeisterschaften erschwamm er bis 2024 einmal Gold, dreimal Silber und einmal Bronze.

## Karriere
Zac Stubblety-Cook erreichte bei den Juniorenweltmeisterschaften 2017 zwei Endläufe. Über 100 Meter Brust belegte er den sechsten Platz über 200 Meter Brust erhielt er die Bronzemedaille. Bei den Commonwealth Games 2018 im australischen Gold Coast schied er im Vorlauf über 200 Meter Brust aus. Im gleichen Jahr gewann er über 200 Meter Brust hinter dem Japaner Ippei Watanabe die Silbermedaille bei den Pan Pacific Swimming Championships 2018. 2019 bei den Schwimmweltmeisterschaften 2019 belegte er den vierten Platz über 200 Meter Brust und hatte dabei 63 Hundertstelsekunden Rückstand auf den Drittplatzierten Watanabe.
Nach dem durch die COVID-19-Pandemie bedingten Ausfall fast aller Meisterschaften im Jahr 2020 fanden 2021 die Olympischen Spiele in Tokio statt. Über 100 Meter Brust erreichte Stubblety-Cook in den Vorläufen nur den 24. Rang und war zwei Hundertstelsekunden langsamer als sein Landsmann Matthew Wilson. Über 200 Meter Brust waren in den Vorläufen der Niederländer Arno Kamminga und Zac Stubblety-Cook eine Sekunde schneller als die anderen Teilnehmer. Im Finale siegte Stubblety-Cook mit olympischem Rekord von 2:06,38 min mit 0,63 Sekunden Vorsprung vor Kamminga. In der Mixed-Lagenstaffel schwammen im Vorlauf Isaac Cooper, Zac Stubblety-Cook, Brianna Throssell und Bronte Campbell und qualifizierten sich mit der viertschnellsten Zeit für das Finale. Im Finale bestand die Staffel aus Kaylee McKeown, Zac Stubblety-Cook, Matthew Temple und Emma McKeon. Das australische Quartett schlug hinter den Staffeln aus dem Vereinigten Königreich und aus der Volksrepublik China an dritter Stelle an. Auch die im Vorlauf eingesetzten Schwimmerinnen und Schwimmer erhielten eine Medaille. In der Männer-Lagenstaffel belegten Mitch Larkin, Zac Stubblety-Cook, Matthew Temple und Kyle Chalmers den fünften Platz.
Im Mai 2022 gewann Zac Stubblety-Cook bei den australischen Meisterschaften sowohl über 100 Meter als auch über 200 Meter Brust. Auf der längeren Strecke stellte er dabei in 2:05,95 min einen Weltrekord auf. Einen Monat später erreichte er bei den Weltmeisterschaften in Budapest den siebten Platz über 100 Meter Brust. Über 200 Meter Brust siegte er mit über einer Sekunde Vorsprung vor dem Japaner Yu Hanaguruma. Die Mixed-Lagenstaffel mit Kaylee McKeown, Zac Stubblety-Cook, Matthew Temple und Shayna Jack erkämpfte die Silbermedaille hinter der Staffel aus den Vereinigten Staaten und knapp vor den Niederländern. Schließlich belegte die australische Männer-Lagenstaffel mit Isaac Cooper, Zac Stubblety-Cook, Matthew Temple und Kyle Chalmers den vierten Platz. Bei den Commonwealth Games in Birmingham siegte Stubblety-Cook über 200 Meter Brust, über 100 Meter Brust wurde er Zweiter hinter dem Engländer James Wilby. Ebenfalls eine Silbermedaille erhielt Stubblety-Cook mit der australischen Lagenstaffel, mit der Mixed-Lagenstaffel erschwamm er seine zweite Goldmedaille.
Bei den Weltmeisterschaften 2023 in Fukuoka schied Stubblety-Cook über 100 Meter Brust im Halbfinale aus. Über 200 Meter Brust erschwamm er die Silbermedaille mit fast einer Sekunde Rückstand auf Qin Haiyang aus der Volksrepublik China. In der 4-mal-100-Meter-Lagenstaffel gewannen Bradley Woodward, Zac Stubblety-Cook, Matthew Temple und Kyle Chalmers Bronze hinter den Staffeln aus den Vereinigten Staaten und aus der Volksrepublik China, im Vorlauf waren Sam Williamson und Kai Taylor geschwommen. Eine Silbermedaille gewann die 4-mal-100-Meter-Mixed-Lagenstaffel mit Kaylee McKeown, Zac Stubblety-Cook, Matthew Temple und Shayna Jack. Im Vorlauf waren Bradley Woodward, Sam Williamson und Emma McKeon dabei.
2024 bei den Olympischen Spielen in Paris schwamm Stubblety-Cook über 200 Meter Brust auf den zweiten Platz, wobei er sowohl zum Sieger Leon Marchand aus Frankreich als auch zum drittplatzierten Niederländer Caspar Corbeau jeweils ungefähr eine Sekunde Abstand hatte. In der 4-mal-100-Meter-Mixed-Lagenstaffel schwammen Iona Anderson, Zac Stubblety-Cook, Emma McKeon und Kyle Chalmers die zweitschnellste Vorlaufzeit. Im Endlauf waren Kaylee McKeown, Joshua Yong, Matthew Temple und Mollie O’Callaghan fast drei Sekunden schneller als die Vorlaufstaffel und wurden Dritte hinter dem US-Team und der chinesischen Staffel.